# Sandberg Guitars

Sandberg-Firmenlogo

Die deutsche Firma Sandberg Guitars ist ein Musikinstrumentenbau-Unternehmen aus Braunschweig, das E-Bässe und E-Gitarren herstellt. Stand September 2019 ist Sandberg der zweitgrößte Hersteller von E-Bässe und E-Gitarren in Deutschland, 23 Mitarbeiter stellen jährlich etwa 1500 Instrumente, davon 200 E-Gitarren her. Lediglich für ein Einsteigermodell werden Komponenten in Südkorea vorgefertigt und in Braunschweig zusammengebaut. 40 Prozent der Produktion wird exportiert.

## Firmengeschichte
Sandberg Guitars wurde 1986 von Holger Stonjek gemeinsam mit seinem Freund Gerd Gorzelke gegründet. Holger Stonjek befand sich zur Gründungszeit in der Ausbildung zum Klavierbauer bei der in Braunschweig ansässigen Firma Wilhelm Schimmel Pianofortefabrik GmbH. Die Firma Sandberg gab sich ihren Namen nach ihrer ersten Werkstattadresse Am Sandberg in Ehmen.

## Produkte

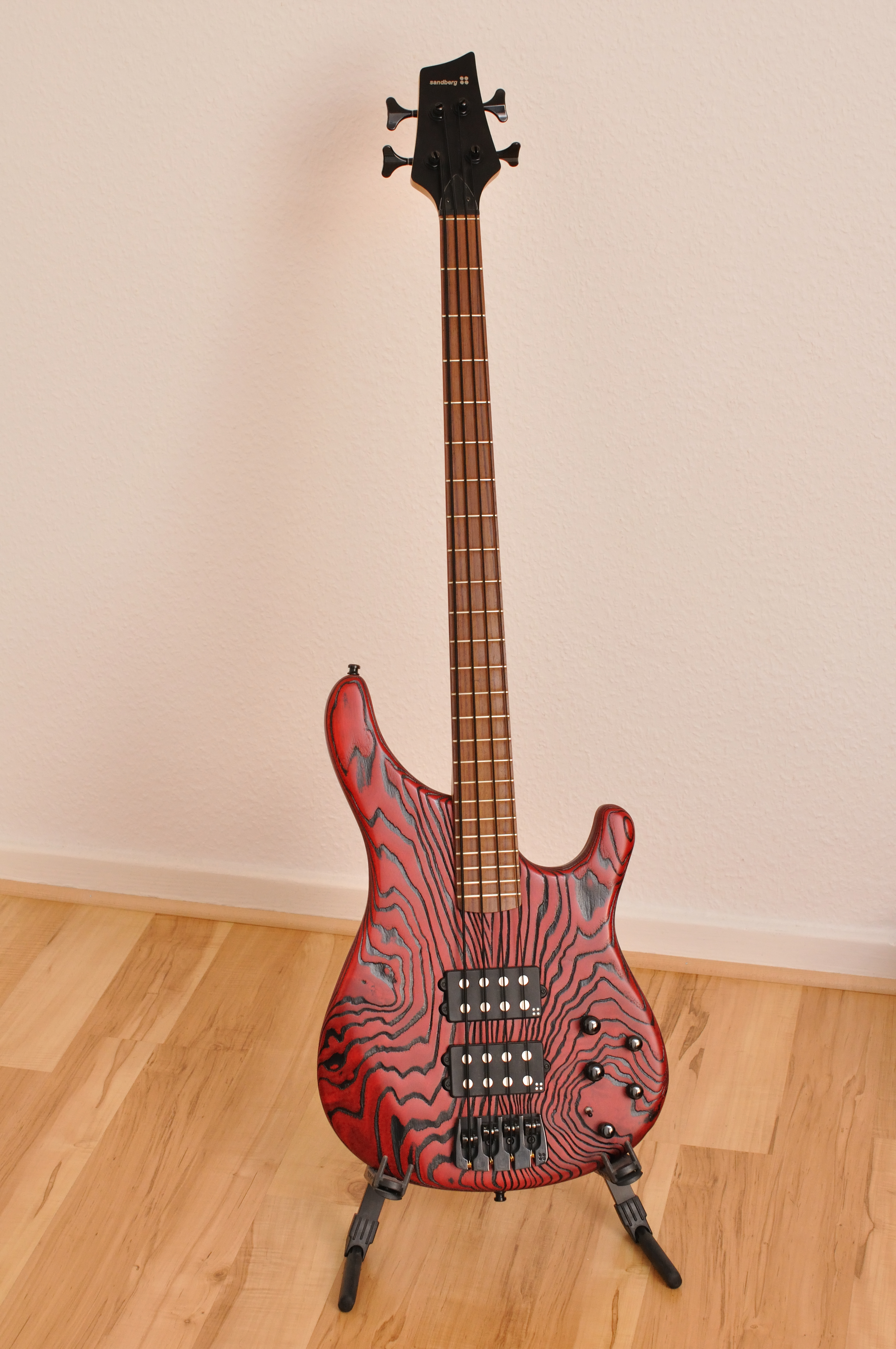
Ein „Basic Ken Taylor“-E-Bass in der Korpuslackierung Zebra Red

Sandberg ist vor allem für acht verschiedene Serien elektrischer Bässe bekannt:
- Basic series
- Classic series
- California T-series
- California V-series
- Custom series
- Electra series
- Panther series
- Terrabass

Seit dem Frühjahr 2010 verkauft die Firma Sandberg auch serienmäßig hergestellte E-Gitarren-Modelle:
- California ST-H-series
- California ST-S-series
- California DC series
- Florence series

Die California-E-Gitarren-Serien basieren auf einer weiterentwickelten Form der Fender Stratocaster. Zusätzlich zum Standardprogramm fertigt ein Custom Shop individuell nach Kundenwunsch hergestellte Instrumente (E-Gitarren und E-Bässe) an.

## Bekannte Musiker, die Sandberg-Instrumente spielen (Auswahl)
- Thorsten Becker, Bassist von Callejon (California VM)[3]
- Flux, Gitarrist von Oomph! (Custom)[3]
- Markus Grosskopf, Bassist von Helloween (California TM)[3]
- Cindia Krüger, Bassistin des Farin Urlaub Racing Teams (California TM)[3]
- Georg Listing, Bassist von Tokio Hotel (California TM)[3]
- Uwe Lost, Bassist von Truckstop (California VM)[3]
- Niko Maurer, Bassist bei Madsen (California TM)[3]
- Ida Kristine Nielsen, Bassistin für Prince (California ‘Ida Nielsen’)[3]
- Oliver Riedel, Bassist von Rammstein (California ‘Oliver Riedel’)[3]
- Torsten Scholz, Bassist der Beatsteaks (California ‘TSBS’)[3]
- Johannes Stolle, Bassist von Silbermond (California TT)[3]
- Ken Taylor, Studio- und Livebassist bei Peter Maffay, Bruce Springsteen, Brian May (Basic ‘Ken Taylor’)[3]
- Victor Brandt, Bassist bei Dimmu Borgir (Forty Eight Victor Brandt)[3]
- Martin Mendez, Bassist bei Opeth  (California ‘Martin Mendez’)[3]
- Krischan Frehse, Bassist bei Heavytones, Helene Fischer, Maite Kelly (California VS)[3]